# Claude Rains (Héroes)
Claude Rains es uno de los personajes secundarios de la serie de ciencia ficción Héroes, creada por Tim Kring, cuyas principales características son la temática original de la relación entre varias personas con habilidades especiales que se unen para proteger al mundo.

## Perfil
Claude Rains es un personaje ficticio de la serie Héroes, Christopher Eccleston es el encargado de darle vida a Claude en la primera temporada. 

### Génesis
Claude era un agente de La Compañía, trabajaba junto con Bennet, una vez que este se unió a La Compañía. Después de varias misiones, entre las cuales se encontraba atrapar a Meredith Gordon, sin embargo al llegar a su apartamento, descubren este en llamas, pero logran recuperar a la pequeña Claire, se descubre que hay un traidor dentro de la organización, el cual está ocultando a las personas con habilidades.
Al poco tiempo le ordenan a Bennet que elimine al traidor, quien resulta ser Claude (este se encontraba presente en el momento en el que le dieron la orden a Bennet, era invisible). Al estar en camino al lugar asignado para el asesinato, Claude discute con Noah sobre las órdenes que da La Compañía, la cual se ha corrompido con los años. Noah se niega a escuchar a Claude, quien afirmaba que le pedirían a Claire.
Noah dispara contra Claude en el puente, Claude se vuelve invisible y se "tira" del puente frente a Noah, quien cree que murió y ese es el reporte que da a La Compañía.
Claude logra escapar, convirtiéndose en un ermitaño, llega a encontrar un hogar en el Edificio Deveaux, en la azotea, donde alimenta palomas. Claude se dedica a robar para sobrevivir, sin embargo es descubierto por Peter Petrelli, quien al asimilar su habilidad (sin saberlo) logra verlo. Peter convence a Claude de que debe enseñarle a controlar sus poderes o estallará en medio de New York, algo a lo que Claude accede. Luego de unas pocas lecciones, Bennet descubre el paradero de ambos, gracias a Isaac Méndez, quien pinta a Peter invisible. Bennet llega a la azotea del edificio junto con El Haitiano, ambos tratan de capturar a Claude y Peter, utilizando TASER, logran darle a Claude (quien emite calor corporal), pero Peter interviene y logra escapar junto con Claude volando.
Al llegar a su apartamento, Peter nota que Claude ha despertado, este considera que Peter llevó a La Compañía directo hacia él, por lo que se enfada y deja a Peter a su suerte, saliendo del apartamento y desapareciendo. No se vuelve a saber de él.